# They Met in Bombay
They Met in Bombay is een Amerikaanse avonturenfilm uit 1941 onder regie van Clarence Brown. Destijds werd de film in Nederland uitgebracht onder de titel Het avontuur begon in Bombay.

## Verhaal
De juwelendief Gerald Meldrick wil een kostbare diamant stelen van de hertogin van Beltravers. In haar hotel in Bombay doet hij zich voor als een werknemer van Lloyd's of London. Hij loopt er de mooie barones Anya von Duren tegen het lijf. Al vlug ontdekt hij dat Anya een bedriegster is, die dezelfde diamant wil stelen. Ze besluiten om samen te werken.

## Rolverdeling
| Acteur            | Personage               |
| ----------------- | ----------------------- |
| Clark Gable       | Gerald Meldrick         |
| Rosalind Russell  | Anya von Duren          |
| Peter Lorre       | Kapitein Chang          |
| Jessie Ralph      | Hertogin van Beltravers |
| Reginald Owen     | Generaal                |
| Matthew Boulton   | Inspecteur Cressney     |
| Eduardo Ciannelli | Hotelhouder             |
| Luis Alberni      | Ober                    |
| Rosina Galli      | Carmencita              |
| Jay Novello       | Bolo                    |